# Тур ATP Challenger
Тур ATP Challenger (англ. ATP Challenger Tour; до 2009 року серія ATP Challenger (англ. ATP Challenger Series)) — серія змагань професійних тенісистів, які проводяться під егідою Асоціації тенісистів-професіоналів (АТР) протягом календарного року. В останні роки проводиться понад 150 «челленджерів» на рік (у 2008 році — 178) у більш ніж 40 країнах світу, зокрема в країнах, де теніс відносно слабко розвинений. Турніри, що входять до серії ATP Challenger, у цілому призначені для тенісистів менш високого рівня, ніж у серіях ATP 500 і ATP 250, їх призовий фонд нижчий, і самі вони менш престижні.
Серія призначена для того, щоб допомогти початківцям тенісистам, а також гравцям другого ешелону набрати очки рейтингу АТР, необхідні для потрапляння в основну або кваліфікаційну сітку основних турнірів АТР. В даний час це практично єдиний спосіб для гравця на початку кар'єри або після довгої перерви піднятися на необхідний рівень рейтингу. Серія ITF Futures займає відносно серії ATP Challenger приблизно таке ж місце, яке «челенджери» займають відносно турнірів ATP, тобто являє собою «трамплін» для потрапляння в сітку турнірів більш високого рівня. Всі останні «перші ракетки» світу, зокрема Піт Сампрас, Роджер Федерер і Рафаель Надаль, починали свій шлях із «ф'ючерсів» і «челленджера».
Зазвичай провідні тенісисти світу не беруть участь у «челленджерах». Виняток становлять турніри, які проводяться у другий тиждень змагань, що входять у Grand Slam: у цьому випадку провідні тенісисти, які програли на ранніх етапах турнірів Grand Slam, можуть спробувати отримати «вайлд-кард» від організаторів «челленджера».
Призовий фонд в турнірах серії варіюється від 35 до 150 тисяч доларів США. Загальний призовий фонд турнірів серії в 2008 році наближався до десяти мільйонів доларів. Сума призового фонду, а також надавані тенісистам умови (проживання, харчування, оплата дороги) визначають кількість призових очок, що отримуються учасниками кожного турніру.
В 2014 році, за допомогою сайту livestream.com, було запущено безкоштовний сервіс регулярних трансляцій матчів серії, який також включив архів ігор.

## Історія туру
Перший цикл змагань, за статусом порівнянний із сучасної серією Challenger, був проведений у 1978 році. У цьому році були проведені 18 турнірів, з 8 січня (в Окленді, Нова Зеландія, і Хобарті, Австралія) по 19 листопада (Кіото, Японія). Призовий фонд кожного турніру становив 25 тисяч доларів США.
З моменту створення у 1990 році Світового туру АТР «челленджерам» приділяється велика увага. Якщо в 1990 році в світі гралося близько 70 турнірів цього рівня, то через 10 років їх було вже понад 120, а в останні роки — близько 180.
З лютого 2007 року офіційним м'ячем серії став м'яч фірми «Tretorn», а сама фірма стала спонсором нової серії (SERIE+), в яку входять «челенджери» з призовим фондом не менше 100 тисяч доларів США. У 2011 році в неї входили 13 турнірів.
У 2011 році було вперше проведено Фінал Світового туру ATP Challenger, в якому за схемою, схожою зі схемою фінального турніру АТР-туру, вісім найкращих гравців за підсумками Світового туру ATP Challenger розіграли призовий фонд у розмірі 220 000 доларів США. Переможцем став Цедрік-Марсель Штебе з Німеччини.
Турніри Tretorn SERIE+ 2012 року
| Дата   | Турнір                                                              | Місце проведення | Призовий фонд | Переможець-2011 (індивідуальний розряд) | Переможець-2012 (індивідуальний розряд) |
| ------ | ------------------------------------------------------------------- | ---------------- | ------------- | --------------------------------------- | --------------------------------------- |
| 30 кві | Відкритий чемпіонат Тунісу                                          | Туніс            | 125 000 $ + H | Скасований у 2011 році                  | Рубен Рамірес-Ідальго                   |
| 9 лип  | Відкритий чемпіонат Гааги                                           | Схевенінген      | 42 500 € + H  | Стів Дарсі                              | Єжи Янович                              |
| 16 січ | Відкритий чемпіонат Познані                                         | Познань          | 30 000 € + H  | Руй Машаду                              | Єжи Янович                              |
| 6 сер  | Open Ciudad de Diputación Pozoblanco                                | Пособланко       | 42 500 € + H  | Кенні де Схеппер                        | Роберто Баутіста-Агут                   |
| 6 сер  | San Marino CEPU Open                                                | Сан-Марино       | 85 000 € + H  | Потіто Стараче                          | Мартін Кліжан                           |
| 13 сер | Zucchetti Kos Tennis Cup — Internazionali del Friuli Venezia Giulia | Корденонс        | 85 000 € + H  | Даніель Муньос-де ла Нава               | Паоло Лоренці                           |
| 20 авг | Open Castilla y Leon                                                | Сеговія          | 64 000 €      | Кароль Бек                              | Євген Донський                          |

Колишні турніри Tretorn SERIE+
| Турнір                         | Місце проведення | Призовий фонд | Останній переможець (рік) | Подальша доля          |
| ------------------------------ | ---------------- | ------------- | ------------------------- | ---------------------- |
| Кубок Казанського Кремля       | Казань           | 75 000 $ + H  | Маріус Копил (2011)       | Звичайне змагання туру |
| BSI Challenger Lugano          | Лугано           | 85 000 € + H  | Станіслас Вавринка (2010) | Скасовано в 2011 році  |
| Sporting Challenger            | Турин            | 85 000 € + H  | Карлос Берлок (2011)      | Скасовано в 2012 році  |
| BNP Paribas Polish Open        | Сопот            | 106 500 € + H | Ерік Продон (2011)        | Скасовано в 2012 році  |
| Pekao Szczecin Open            | Щецін            | 106 500 € + H | Руй Машаду (2011)         | Звичайне змагання туру |
| Ethias Trophy                  | Монс             | 106 500 € + H | Андреас Сеппі (2011)      | Звичайне змагання туру |
| Відкритий чемпіонат Словаччини | Братислава       | 85 000 € + H  | Лукаш Лацко (2011)        | Звичайне змагання туру |
| Salzburg Indoors               | Зальцбург        | 42 500 € + H  | Бенуа Пер (2011)          | Скасовано в 2012 році  |

Підсумковий турнір 2013 року
| Дата   | Турнір                              | Місце проведення | Призовий фонд | Переможець (індивідуальний розряд) |
| ------ | ----------------------------------- | ---------------- | ------------- | ---------------------------------- |
| 18 лис | Фінал Світового туру ATP Challenger | Сан-Паулу        | 220 000 + Н $ | Філіппо Воландрі                   |